# Sergio Baos
Sergio Baos (Palma, 1976) és un actor, director i dramaturg balear, que el 2022 va guanyar el premi Pere Capellà de teatre, un dels Premis Octubre, amb la seva obra Les maleïdes. És llicenciat en filologia hispànica per la UIB. Com a actor, ha treballat a diverses companyies i ha protagonitzat la sèrie de televisió Ous amb caragols per a IB3tv. Com a director i dramaturg, a més de fundador de la companyia Teatre de Vellut, i d'haver-ne treballat en altres, ha rebut diversos premis, com el Premi a projectes teatrals de l’Ajuntament de Palma o el segon premi Bòtil (acrònim de "Balears Ofereix Teatre i Literatura"). Va ser guanyador de la Primera edició del Torneig de Dramatúrgia de les Illes Balears. Ha treballat de guionista per a les sèries d’IB3tv Llàgrima de sang i Mossèn Capellà.